# Мадар, Мохамед Хавадле
Мохамед Хавадле Мадар (сомал. Maxamed Xawaadle Madar, араб. محمد حواضلي مذر‎, 1939, Харгейса, Британское Сомали — 2005, Лондон), также известен как Хавадле Мадар — сомалийский государственный деятель. Премьер-министр Сомали с 3 сентября 1990 года по 24 января 1991 года. Как бывший член Сомалийской революционной социалистической партии, он находился у власти в период перед началом гражданской войны в Сомали.

## Биография
Мохамед Хавадле Мадар родился в 1939 году в Харгейсе, в то время входившем в состав Британского Сомали. Член субклана Саад Муса, клан Хабр Аваль Исаак. Начал учёбу в начальной школе Фишара в 1949 году, средней школе, затем в 1957 году начал учиться в Аданском техническом колледже, Йемен. Мадар также учился в Советском Союзе, где в 1967 году получил степень бакалавра инженерных наук. 
Работал директором общественных работ в Харгейсе в 1967 году. 
В Сомалийской Демократической Республике Мадар занимал несколько министерских постов. С 1975 по 1981 год Мадар занимал пост министра общественных работ, с 1981 по 1983 год — министра связи и почты, с 1984 по 1986 год — министра планирования. Он возглавлял комитет по экономике Народного собрания, затем был избран вице-спикером Народного собрания. 
3 сентября 1990 года Мадар назначен премьер-министром Сомали и занимал эту должность до 24 января 1991 года. В конечном итоге его сменил Умар Артех Галиб.
Мадар сыграл ключевую роль в мирном процессе в Сомалиленде и был одним из основателей телекоммуникационной компании SOLTECO. Некоторое время он был председателем комитета по сбору средств Университета Харгейсы.
Умер в Лондоне в 2005 году. Похоронен в Харгейсе 13 января 2005 года.
Имел две жены, 9 детей (5 сыновей и 4 дочери).